# أوليفر هايوود
أوليفر هايوود (بالإنجليزية: Oliver Haywood) هو ضابط أمريكي، ولد في 29 نوفمبر 1911 في Highland Mills, New York ‏ في الولايات المتحدة، وتوفي في 25 مايو 2002 في فيرو بيتش ‏ في الولايات المتحدة.